# Soyuz 7
Soyuz 7 fue una misión tripulada de una nave Soyuz 7K-OK lanzada el 12 de octubre de 1969 desde el cosmódromo de Baikonur con tres cosmonautas a bordo.
La misión de Soyuz 7 fue reunirse en el espacio con las misiones Soyuz 6 y Soyuz 8, probar los sistemas de la nave y técnicas de maniobra en el espacio entre tres naves y realizar experimentos médicos y biológicos. Debería haberse acoplado con Soyuz 8 y realizar una transferencia de tripulaciones mientras la Soyuz 6 filmaba el proceso, pero debido a un fallo en la electrónica del sistema de encuentro y acoplamiento automáticos (común a las tres naves) no se pudo realizar la maniobra.
La Soyuz 7 reentró el 17 de octubre de 1969, siendo recuperada sin problemas.

## Tripulación
- Anatoly Filipchenko (Comandante)
- Vladislav Vólkov (Ingeniero de vuelo)
- Viktor Gorbatko (Especialista científico)

## Tripulación de respaldo
- Vladimir Shatalov (Comandante)
- Aleksei Yeliseyev (Ingeniero de vuelo)
- Pyotr Kolodin (Especialista científico)

## Tripulación de reserva
- Andriyan Nikolayev (Comandante)
- Georgi Grechko (Ingeniero de vuelo)